# Mittlere und Untere Hunte (mit Barneführer Holz und Schreensmoor)
Mittlere und Untere Hunte (mit Barneführer Holz und Schreensmoor) este o arie protejată (sit de importanță comunitară — SCI) din Germania întinsă pe o suprafață de 573,99 ha, integral pe uscat.

## Localizare
Centrul sitului Mittlere und Untere Hunte (mit Barneführer Holz und Schreensmoor) este situat la coordonatele 53°06′56″N 8°12′04″E / 53.1156°N 8.2011°E.

## Înființare
Situl Mittlere und Untere Hunte (mit Barneführer Holz und Schreensmoor) a fost declarat sit de importanță comunitară în iunie 2000 pentru a proteja 5 specii de animale.

## Biodiversitate
Situată în ecoregiunea atlantică, aria protejată conține 8 habitate naturale: Cursuri de apă de la nivel de câmpie la nivel montan, cu vegetație Ranunculion fluitantis și Callitricho-Batrachion, Liziere de ierburi înalte hidrofile de câmpie și de nivel montan până la alpin, Păduri de fag Luzulo-Fagetum, Păduri de fag acidofile atlantice, cu subarboret de Ilex și, uneori, de asemenea, Taxus, la nivelul arbuștilor (Quercion robori-petraeae sau Ilici-Fagenion), Păduri de stejar sau de stejar și carpen sub-atlantice și medio-europene de Carpinion betuli, Păduri acidofile de stejar bătrân cu Quercus robur pe câmpii nisipoase, Păduri aluvionare cu Alnus glutinosa și Fraxinus excelsior (Alno-Padion, Alnion incanae, Salicion albae), Păduri mixte riverane de Quercus robur, Ulmus laevis și Ulmus minor, Fraxinus excelsior sau Fraxinus angustifolia, de-a lungul marilor râuri (Ulmenion minoris).
La baza desemnării sitului se află mai multe specii protejate de  pești (5): Cobitis taenia Complex, Lampetra fluviatilis, cicar (Lampetra planeri), Petromyzon marinus, somonul (Salmo salar).
Pe lângă speciile protejate, pe teritoriul sitului au mai fost identificate 1 specie de plante.